# Архитектурная газета
«Архитектурная газета» — центральная советская газета, орган Оргкомитета Союза советских архитекторов СССР. Издавалась с 30 декабря 1934 до 28 февраля 1939 года. Всего вышло 313 номеров. В 1939 году слилась со «Строительной газетой».
В газете печатался материал о строительстве в СССР, критические статьи о творчестве советских архитекторов и инженеров. Освещались важные вопросы советской архитектуры и связанных с ней видов искусств. В ряде юбилейных номеров освещалось творчество архитекторов В. И. Баженова, М. Ф. Казакова и других. Газета имела иллюстрированные приложения к номерам с тематическими заглавиями, в которых помещались проекты и фотографии построенных зданий с небольшими комментариями.